# 觀月橋車站
觀月橋站（日语：／ Kangetsukyo eki */?）是位於京都府京都市伏見區豐後橋町，屬於京阪電氣鐵道宇治線的鐵路車站。車站編號為KH71。

## 歷史
- 1913年（大正2年）6月1日 - 京阪宇治線開通，本站同時開業。
- 1943年（昭和18年）10月1日 - 由於公司合併，成為京阪神急行電鐵（阪急電鐵）的車站。
- 1945年（昭和20年）
  - 9月15日 - 防止輸送混亂，本站暫停使用。
  - 11月8日 - 重新營業。
- 1949年（昭和24年）12月1日 - 由於公司分離，成為京阪電氣鐵道的車站。
- 1961年（昭和36年）9月16日 - 由於第二室戶颱風的影響，全線停止運行。其後，車站受到強風的破壞。[1]。
- 1981年（昭和56年） - 在月台設置導盲磚[2]。
- 1987年（昭和62年）9月 - 設置無障礙斜坡道[3]。

## 車站構造
本站為側式月台2面2線的地面車站。

### 月台配置
| 月台 | 路線   | 方向 | 目的地                              |
| ---- | ------ | ---- | ----------------------------------- |
| 1    | 宇治線 | 上行 | 往 中書島、淀屋橋、中之島線、出町柳 |
| 2    | 宇治線 | 下行 | 往 六地藏、宇治                     |

## 車站周邊

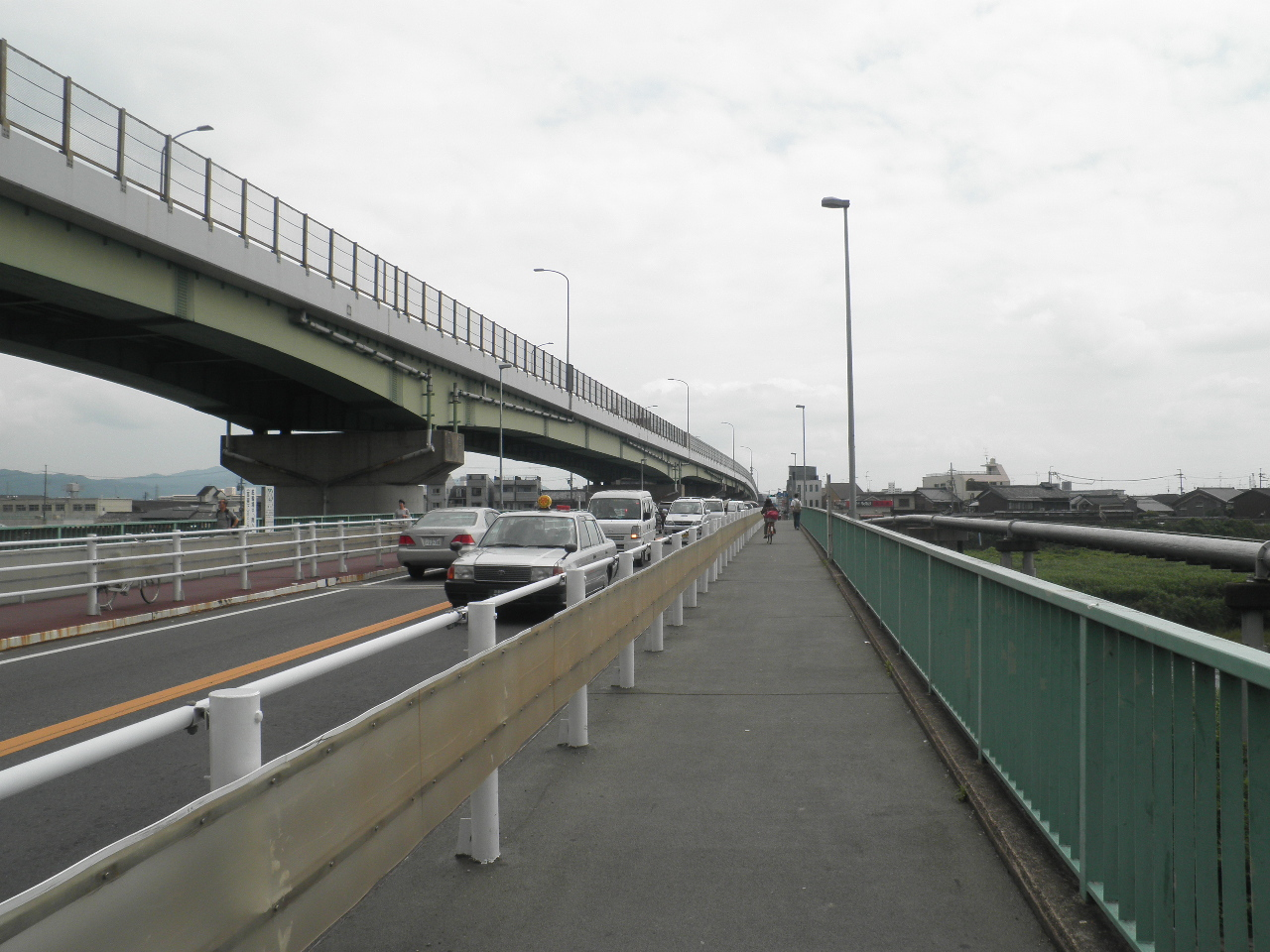
觀月橋

- 宇治川
- 伏見公園
- 西運寺
- 月橋院
- 大光明寺陵
- 伏見簡易法庭
- 京都外環状線
- 觀月橋（國道24号）
- 澱川橋梁（近鐵京都線）
- 桃山溫泉 月見館
- 京都市立桃陵中學校
- 京都市立向島小學校
- 京都市立向島南小學校

## 公車路線
| 車站       | 系統  | 目的地                             | 營運公司     |
| ---------- | ----- | ---------------------------------- | ------------ |
| 觀月橋北詰 | 6・6A | 西大手筋・竹田站西口・京都站八條口 | 京阪巴士     |
| 觀月橋北詰 | 6・6A | 醍醐客運總站                       | 京阪巴士     |
| 桃陵團地前 | 南8   | 藤森神社・竹田站東口               | 京都市營公車 |
| 桃陵團地前 | 南8   | 中書島・橫大路車庫                 | 京都市營公車 |

## 相鄰車站
京阪電氣鐵道
 宇治線
中書島（KH28）－觀月橋（KH71）－桃山南口（KH72）

## 外部連結
- 觀月橋 - 京阪電氣鐵道